# NTSC
NTSC (National Television System Committee) és el primer sistema de transmissió del senyal de televisió desenvolupat als Estats Units als anys 1940, i implantat el 1953, i que s'empra actualment a gran part d'Amèrica i el Japó.
Un derivat del NTSC és el sistema PAL que es fa servir a Europa i a alguns països d'Amèrica del Sud, com són l'Argentina, l'Uruguai i el Brasil.
Tots els països que usen NTSC es troben, actualment, en procés de conversió o ja s'han convertit a l'estàndard ATSC, o a DVB, ISDB o DTMB.

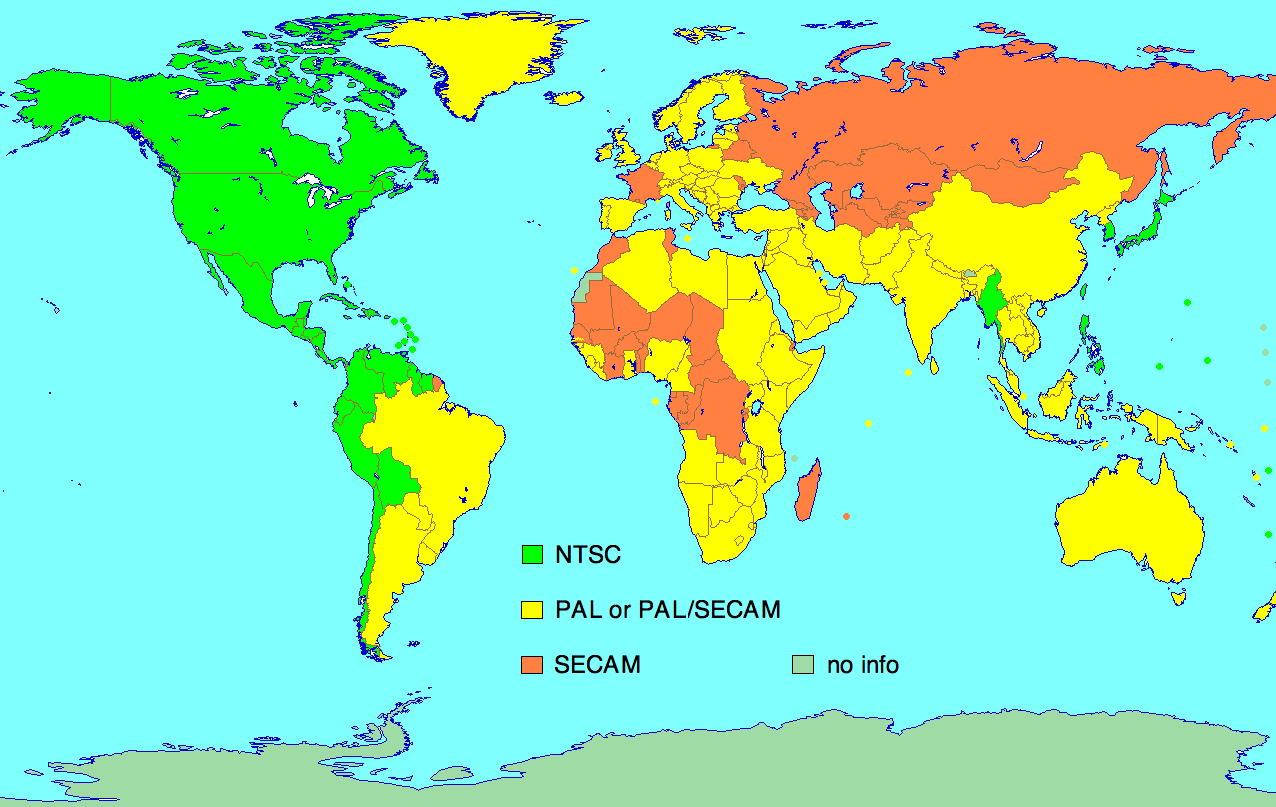
verd clar: NTSC, groc: PAL, taronja: SECAM, oliva: Desconegut

## Història
El Comitè de Sistemes de Televisió Nacional va ser creat als Estats Units per la Federal Communications Commission (FCC) l'any 1940 amb el propòsit de resoldre els conflictes que van sorgir entre les empreses sobre la introducció d'un sistema nacional de televisió analògica.
El març de 1941, el Comitè va emetre una norma tècnica de televisió en blanc i negre basant-se en una recomanació feta el 1936 per la Radio Manufactrers Association (RMA). Els avenços de la tècnica de banda lateral vestigial van permetre augmentar la resolució de la imatge. El Comitè NTSC va seleccionar 525 línies d'escombrat com un compromís entre l'estàndard de RCA de 441 línies d'escombrat (que ja estava sent utilitzat per la xarxa de televisió NBC de RCA), i els desitjos dels fabricants Philco i DuMont d'augmentar la xifra a 605-800 línies. La norma va recomanar una velocitat de 30 imatges per segon. Unes altres normes en les recomanacions finals van ser la de mantenir una relació d'aspecte de 4:3 i la de modular en freqüència la portadora de l'àudio.
El gener de 1950, el Comitè es va reconstituir per posar les bases de la televisió en color. El desembre de 1953, es va aprovar per unanimitat el que actualment es coneix com “l'estàndard de televisió color NTSC” i posteriorment definit com a RS-170A. L'estàndard “color compatible” mantenia completa compatibilitat amb tots els aparells de televisió en blanc i negre existents.
La informació de color va ser afegida a la imatge en blanc i negre mitjançant l'adició d'una subportadora de color de 4,5 x 455/572 = 315/88 MHz = 3,579545455 (3,58 MHz aproximadament) al senyal de vídeo. Per reduir la visibilitat de la interferència entre el senyal de crominància i la portadora de so en freqüència modulada, es va requerir una lleugera reducció de la velocitat de 30 a aproximadament 29,97 fotogrames per segon, i el canvi de la freqüència de línia de 15750 Hz a aproximadament 15734,26 Hz.
L'octubre de 1950, la FCC va aprovar ràpidament un estàndard diferent de televisió en color, que va ser desenvolupat per CBS. Tanmateix aquesta norma era incompatible amb les transmissions en blanc i negre del moment. En el sistema CBS s'utilitzava una rosa de color giratòria, es reduïa el nombre de línies d'escombrat de 525 a 405, i s'augmentava la freqüència de camp des de 60 fins a 144 Hz, però tenia una velocitat defectiva de fotogrames de tan sols 24 quadres per segon.
Les accions legals preses pel seu rival RCA van mantenir l'ús comercial del sistema fora l'aire fins al juny de 1951, i les seves emissions regulars només duraven pocs mesos, abans que la televisió en color fos prohibida per l'Oficina de Mobilització de Defensa (ODM), aparentment a causa de la Guerra de Corea. El març de 1953, el CBS va rescindir el seu sistema i la FCC el va reemplaçar el 17 de desembre de 1953 amb l'estàndard NTSC de color, el qual havia estat desenvolupat en cooperació entre diverses empreses, entre elles RCA i Philco.
La primera emissió pública d'un programa utilitzant el sistema “color compatible” NTSC, va ser u episodi del programa Kukla, Fran and Ollie de NBC, emès el 30 d'agost de 1953, tot i que es va poder veure en color a la seu de l'emissora. La primera emissió visible a nivell nacional de NTSC en color es va realitzar l'1 de gener de 1954 amb el Desfile de las rosas.
La primera càmera de televisió per la norma NTSC de color va ser la RCA TK-40, utilitzada per les transmissions experimentals del 1953, i una versió millorada, la TK-40A, introduïda el març de 1954, que va ser la primera càmera de televisió en color disponible al mercat. Més tard, la càmera millorada TK-41 es va convertir en l'estàndard de càmera utilitzada en gran part de la dècada de 1960, als Estats Units.
L'estàndard NTSC es va adoptar a altres països, la majoria d'Amèrica i Japó. Amb l'adveniment de la televisió digital, les emissions analògiques es van anar eliminant als Estats Units, mentre que a altres països, aquest canvi va ser molt més lent.
El 2009, la FCC va ordenar que la majoria de les emissores NTSC dels Estats Units apaguessin les seves transmissions analògiques. Això va afectar immediatament les estacions de baixa potència, les estacions Classe A i les estacions de retransmissió. No es va fixar una data límit per a les estacions anàlogues.

## Detalls tècnics

### Freqüència de línia i d'actualització
La codificació de color del Sistema NTSC s'utilitza amb la Norma de televisió M, que consisteix en 29,97 quadres de vídeo per segon amb exploració entrellaçada. Cada trama o quadre es compon de dos camps, cadascun dels quals consta de 262,5 línies d'exploració, per a un total de 525 línies d'exploració, de les quals 486 componen la trama visible. La resta, durant l'interval d'esborrat vertical, s'utilitza per a la sincronització i la tornada vertical. Aquest interval va ser dissenyat originalment per deixar en blanc el CRT dels primers receptors de televisió. No obstant això, algunes d'aquestes línies pot ara contenir altres dades com ara subtítols i codi de temps d'interval vertical (VITC). En la trama completa es dibuixen (sense tenir en compte les mitjanes línies degudes al entrellaçat) les línies d'exploració parells (des de la 2 fins a la 524) en el primer camp i les senars (des de la 1 fins a la 525) es dibuixen en el segon camp, per proporcionar un imatge lliure de parpelleig a una freqüència d'actualització d'aproximadament 59,94 Hz (en realitat, 60 Hz). A tall de comparació, els sistemes 576i com ara els PAL-B/G/N i SECAM utilitzen 625 línies, de les quals 576 són visibles, i així proporcionen una major resolució vertical, però una resolució temporal menor de 25 quadres o 50 camps per segon.
La freqüència de refrescar o actualització vertical NTSC en el sistema de TV de blanc i negre originalment s'adaptava exactament a la freqüència nominal de 60 Hz de corrent altern utilitzada en els Estats Units. L'adaptació de la taxa d'actualització de camp a la freqüència de l'energia elèctrica va evitar la intermodulació (o batut) que produeix barres rodants a la pantalla. Quan es va afegir el color a la televisió, la freqüència d'actualització es va reduir lleugerament a 59,94 Hz per eliminar patrons de punts estacionaris entre la diferència de freqüència entre les portadores de so i color. La sincronització de les dues freqüències, per cert, va ajudar a les càmeres de kinescopi a gravar les primeres emissions de televisió en directe, ja que era molt senzill sincronitzar una càmera de cinema per capturar un fotograma de vídeo a cada fotograma de la pel·lícula mitjançant el ús de la freqüència del corrent altern per ajustar la velocitat del motor sincrònic de corrent altern de la càmera. Pel temps en què la velocitat de fotogrames canviar a 29,97 quadres per segon per als sistemes en color, va ser més fàcil per disparar l'obturador de la càmera a partir del propi senyal de vídeo.
La xifra de 525 línies va ser escollida a conseqüència de les limitacions de la utilització de l'espectre. Un senyal de vídeo de 525 línies i 30 quadres per segon, necessita una amplada de banda de 6 MHz. En els primers sistemes de TV pràctics, un oscil·lador principal controlat per tensió, es feia funcionar a dues vegades la freqüència de línia horitzontal, i aquesta freqüència es dividia pel nombre de línies usades (en aquest cas 525) per obtenir la freqüència de camp (60 Hz). Aquesta freqüència llavors es comparava amb la freqüència de la línia elèctrica de 60 Hz i qualsevol discrepància era corregida ajustant la freqüència de l'oscil·lador principal. Per a l'exploració entrellaçada, cal un nombre imparell de línies per quadre per tal de fer que la distància de retorn vertical sigui idèntica per als camps parells i imparells, el que significava que la freqüència de l'oscil·lador mestre va haver de ser dividida per un nombre imparell. En aquest llavors, l'únic mètode pràctic de divisió de la freqüència va ser l'ús d'una cadena multivibradors de tubs al buit. La relació total de divisió és el producte de les relacions de divisió de tota la cadena. Atès que tots els factors primers d'un nombre imparell són també imparells, es dedueix que totes les divisions de la cadena també van haver de dividir per nombres imparells, i aquests havien de ser relativament petits, perquè pel filtrat harmònic es perd rendiment. La seqüència de pràctica més propera a 500 que complia amb aquests criteris va ser la de 3 × 5 × 5 × 7 = 525. Per la mateixa raó, en les normes de 625 línies europeus, Norma CCIR (625 línies 25 quadres per segon) es utilitza 5 × 5 × 5 × 5; a la antic norma britànica de 405 línies la seqüència era 3 × 3 × 3 × 3 × 5 i en la norma francesa de 819 de línies, s'emprava la relació 3 × 3 × 7 × 13. Les Normes EIA de 525/30 utilitzava un amplada de banda de 6 MHz, la CCIR 625/25 ocupava 7 o 8 MHz d'amplada de banda (depenent de la norma de cada país), mentre que la norma francesa 819/25 ocupava 10 MHz.

### Colorimetria
L'especificació original de color segons el NTSC en 1953 defineix el sistema de valors colorimètrics com s'indica a continuació:
| Colorimetra Original NTSC (1953)       | Espai de color CIE 1931 x | Espai de color CIE 1931 y |
| -------------------------------------- | ------------------------- | ------------------------- |
| Vermell primari                        | 0,67                      | 0,33                      |
| Verd primari                           | 0,21                      | 0,71                      |
| Blau primari                           | 0,14                      | 0,08                      |
| Punt blanc (CIE Iluminante Estándar C) | 0,31                      | 0,316                     |

Els primers receptors de televisió en color, com ara el CT-100 de RCA, van ser fidels a aquesta especificació, amb una gamma més àmplia que la majoria dels monitors d'avui. El fòsfor usat era, però, de baixa eficiència, fosc i de llarga persistència, deixant rastres darrere dels objectes que es movien a la pantalla. A partir de la fi de la dècada de 1950, els llumins del tub d'imatge sacrificarien saturació per major lluentor; aquesta desviació de la norma tant en els extrems del receptor i l'emissora era la font d'una considerable variació de color.

#### Especificació SMPTE C
Per assegurar la reproducció de color més uniforme, els receptors van començar a incorporar circuits de correcció de color que convertien el senyal rebut, codificat segons els valors colorimètrics esmentats anteriorment, en senyals codificats dels llumins usats realment en el receptor. Ja que la correcció de color no pot ser realitzada amb precisió sobre els senyals no lineals (gamma-corregits) transmesos, l'ajust només pot ser aproximat, introduint errors de matís i luminància, així com a errors per colors molt saturats.
De la mateixa manera, per a l'etapa de difusió, entre 1968 i 1969 la Corporació CONRAC, en col·laboració amb RCA, va definir un conjunt de llumins controlats per al seu ús en la difusió d'imatges en color de monitors de vídeo. Aquesta especificació es manté avui com les especificacions de fòsfor SMPTE "C":
| Colorimetria SMPTE "C" | Espai de color CIE 1931 x | Espai de color CIE 1931 y |
| ---------------------- | ------------------------- | ------------------------- |
| Vermell                | 0.630                     | 0.340                     |
| Verd                   | 0.310                     | 0.595                     |
| Blau                   | 0.155                     | 0.070                     |
| Blanc                  | 0,3127                    | 0,3290                    |

Igual que amb els receptors d'ús residencial, es va recomanar a més que els monitors d'estudi similars s'incorporaran circuits de correcció de color perquè les empreses televisions transmetessin imatges codificades per als valors colorimètrics originals de 1953, d'acord amb les normes de la FCC./
El 1987, Grup de Treball sobre Colorimetria de monitors d'estudi del Comitè de Tecnologia de Televisió de la SMPTE, va adoptar l'especificació SMPTE-C (CONRAC) per a ús general en la Pràctica Recomanada 145, el que va portar a molts fabricants a modificar els seus dissenys de cambra per codificar directament en colorimetria SMPTE "C" sense correcció de color. De la mateixa manera com va ser aprovat en l'estàndard SMPTE 170M titulat "Composite Analog Vídeo Signal - NTSC for Studio Applications" (Senyal de Vídeo Analògic Compost NTSC per a aplicacions d'estudi) publicat el 1994. A conseqüència d'això, la norma de televisió digital nord-americana ATSC estableix que per a senyals 480i, la colorimetria SMPTE "C" s'ha d'assumir llevat que s'incloguin dades colorimètrics en el flux de transport.
La versió japonesa de NTSC usa els mateixos valors colorimètrics per a vermell, blau i verd, però empra un punt blanc diferent de CIE Illuminant D93 (x = 0.285, i = 0.293). Tant els sistemes PAL com SECAM van usar la colorimetria original NTSC de 1953, fins a 1970; però, a diferència de NTSC, l'European Broadcasting Union (EBU) va evitar la correcció de color en receptors i monitors d'estudi aquest any i en el seu lloc, explícitament va cridar que tot l'equipament codifiqués directament els senyals per als valors colorimètrics "EBU", [5] millorant encara més la fidelitat de color d'aquests sistemes.

### Codificació del color
Per mantenir la compatibilitat amb la televisió en blanc i negre, l'estàndard en color de NTSC utilitza un sistema de codificació luminància-crominància inventat en 1938 per l'enginyer francès Georges Valensi. La luminància (derivada matemàticament a partir del senyal de color compost) representa el senyal bàsic de televisió monocromàtica. Els senyals de crominància porten la informació del color. Això permet que els receptors monocromàtics mostrin senyals d'emissores en color NTSC, simplement mitjançant el filtrat de la crominància. Si aquestes no són filtrades, la imatge estaria cobert de punts, com a resultat que els senyals de color s'interpreten com luminància. Tots els televisors de blanc i negre fabricats i venuts als EUA després de la introducció de la televisió en color el 1953 van ser dissenyats per filtrar els senyals de color.
En NTSC, els senyals de crominància modulen en amplitud en quadratura a dos senyals portadors de freqüència de 3,579545 MHz derivats a partir d'un oscil·lador mestre que són desfasats en 90 graus i que són coneguts com els senyals I (in phase, en fase) i Q (in quadrature, en quadratura). Aquests dos senyals són sumats a la sortida del modulador i la portadora queda suprimida. Matemàticament, el resultat pot ser vist com una sola ona sinusoidal amb diversos desfasaments amb relació a una referència i amb amplitud variable. La fase representa el to o matís de color instantani capturat per una càmera de televisió, i l'amplitud representa la saturació de color instantània.
Perquè un televisor recuperi la informació de matís a partir dels senyals I / Q, ha de tenir una referència de fase zero per reemplaçar la portadora suprimida. També necessita una referència per l'amplitud per recuperar la informació de saturació. Per tant, el senyal NTSC inclou una petita mostra d'aquest senyal de referència, coneguda com salva de color, la qual es troba en l'anomenat pòrtic posterior de cada línia horitzontal, que és el temps entre el final de l'impuls de sincronització horitzontal i al final de la supressió d'impulsos. La salva o ràfega de color consisteix en un mínim de vuit cicles de la subportadora de color no modulada, amb fase i amplitud fixes. El receptor té un oscil·lador local, el qual es sincronitza amb les ràfegues de color i que s'utilitza com una referència per a la descodificació de la crominància. Mitjançant la comparació del senyal de referència derivada de la ràfega de color amb l'amplitud i la fase del senyal de crominància en un punt particular en l'exploració de trama, el dispositiu determina el color a mostrar en aquest punt. A l'combinació aquest amb l'amplitud del senyal de luminància, el receptor calcula la saturació del color en la posició instantània del feix d'exploració contínua. S'ha de tenir en compte que la televisió analògica és discreta en la dimensió vertical (perquè està dividida en línies diferents), però és contínua en la dimensió horitzontal (cada punt es barreja amb el següent sense límits), per tant, no hi ha píxels a la televisió analògica. En televisors amb tub de raigs catòdics o CRT, el senyal NTSC es converteix en RGB, que després s'utilitza per controlar els canons d'electrons.
Quan un transmissor de televisió emet un senyal NTSC, es modula en amplitud una portadora de radiofreqüència amb el senyal de NTSC com s'acaba de descriure, mentre que es modula en freqüència modula una portadora 4,5 MHz més alta amb el senyal d'àudio. Si la distorsió no lineal passa al senyal d'emissió, la subportadora de color de 3,579545 MHz pot fer un "batut" amb la portadora de so per produir un patró de punts a la pantalla. Perquè el patró resulti menys notable, els dissenyadors ajusten la freqüència de camp original de 60 Hz a baix per un factor de 0,1%, a aproximadament a 59,94 camps per segon. Aquest ajust garanteix que les sumes i diferències de la portadora de so i la subportadora de color i els seus múltiples (és a dir els productes d'intermodulació productes de les dues portadores) no siguin múltiples exactes de la velocitat d'imatges, que és la condició necessària per a la punts romanguin estacionaris a la pantalla, fent-los menys notoris.
Els dissenyadors van triar fer que la freqüència de la subportadora de crominància fos un "n + 0,5" múltiple de la freqüència de línia per minimitzar la interferència entre el senyal de luminància i el senyal de crominància. Una altra manera d'expressar això és que la freqüència subportadora de color és un múltiple imparell de la meitat de la freqüència de línia. Després, van optar per fer la freqüència de la subportadora d'àudio un múltiple sencer de la freqüència de línia per minimitzar la interferència visible (intermodulació) entre l'àudio del senyal i el senyal de crominància. L'estàndard monocromàtic original, amb la seva freqüència de línia 15750 Hz i 4,5 MHz de subportadora d'àudio, no compleix amb aquests requisits, de manera que els dissenyadors havien ja sigui que augmentar la freqüència de la subportadora d'àudio o baixar la freqüència de línia. L'augment de la freqüència de la subportadora d'àudio impediria que els receptors existents (blanc i negre) sintonitzessin correctament el senyal d'àudio. La reducció de la freqüència de línia és relativament innòcua, perquè la informació de sincronització horitzontal i vertical en el senyal de NTSC permet a un receptor tolerar una quantitat substancial de variació en la freqüència de línia. Així que els enginyers van optar per un canvi en la freqüència de línia en la norma de color. En l'estàndard monocromàtic, la relació de la freqüència de la subportadora d'àudio a la freqüència de línia és de 4,5 MHz / 15750 = 285,71. En la norma de color, aquesta s'arrodoneix a l'enter 286, el que significa que la velocitat de línia del color estàndard és de 4,5 MHz / 286 = 15734 línies per segon. Mantenint el mateix nombre de línies per camp i per quadre, disminuir la velocitat de la línia inferior ha de produir una menor velocitat de camp. Dividint 15.734 línies per segon per 262,5 línies per camp s'obté aproximadament 59,94 camps per segon. Això explica la disminució lleugera de la freqüència de camp respecte a la norma monocromàtica.

### Esquema de modulació de transmissió

Espectre d'un canal de televisió en el Sistema M, amb color a norma NTSC.

Un canal de televisió NTSC ocupa una amplada de banda total de 6 MHz. El senyal de vídeo, el qual és modulat en amplitud, es transmet entre 500 kHz i 5,45 MHz per sobre del límit inferior del canal. La portadora de vídeo està a 1,25 MHz per sobre del límit inferior del canal. Igual que en la majoria dels senyals d'AM, la portadora de vídeo genera dues bandes laterals, una a sobre de la portadora i una altra per sota. Cadascuna de les bandes laterals té una amplada de 4,2 MHz. Tota la banda lateral superior es transmet, però es transmet només 1,25 MHz de la banda lateral inferior, coneguda com a banda lateral vestigial. La subportadora de color està 3,579545 MHz per sobre de la portadora de vídeo, i és modulada en amplitud per quadratura pels senyals de crominància o diferència de color, amb portadora suprimida. El senyal d'àudio és modulat en freqüència, però amb una desviació de freqüència de ± 25 kHz. La portadora d'àudio està a 4,5 MHz per sobre de la portadora de vídeo, pel que està a 250 kHz per sota de la part superior del canal. De vegades, una cadena pot contenir un senyal de so televisiu multicanal, que ofereix més d'un senyal d'àudio mitjançant l'addició d'una o dues subportadores del senyal d'àudio, cadascuna sincronitzades a un múltiple de la freqüència de línia. Aquest sol ser el cas quan s'utilitzen senyals d'àudio estèreo o un segon programa d'àudio. Extensions semblants s'utilitzen en la norma digital de televisió ATSC, on la portadora digital ATSC es transmet a 1,31 MHz per sobre del límit inferior del canal.

## Comparació de qualitat

Barra de colors SMPTE, un exemple d'un patró de prova.

Els problemes de recepció podien degradar una imatge NTSC canviant la fase del senyal de color (realment és una distorsió de fase diferencial), de manera que el balanç de color de la imatge es veia alterat llevat que en el receptor es realitzarà una compensació. L'electrònica dels tub de buit utilitzats en els televisors a través de la dècada de 1960 va donar lloc a diversos problemes tècnics. Entre altres coses, la fase de la ràfega de color sovint deriva quan es canvia de canals, de manera que els televisors NTSC estaven equipats amb un control de matís. Tot i que encara es troba aquest control en els receptors NTSC, la deriva de color generalment deixar de ser un problema una vegada que l'electrònica d'estat sòlid es va adoptar en la dècada de 1960. El control de tint o de to de color permet que qualsevol persona experta pugui observar fàcilment com un monitor mitjançant les barres de color SMPTE, fins i tot amb un receptor que s'ha desviat en la seva representació de color, permetent que es mostrin els colors apropiats. Els antics televisors PAL no venen amb un control accessible de matís disponible per a l'usuari (ja que s'havia establert a la fàbrica), el que va contribuir a la seva bona reputació en la reproducció dels colors.
L'ús de senyals separats de luminància i crominància com es fa en S-Video millora la reproducció del color, atès que no cal uilizar filtre per separar la luminància de la crominància. Quan s'utilitza S Vídeo no pot parlar-se de NTSC, ja que no es tracta d'un senyal de vídeo compost. El 1987, un endoll DIN de 4 pins estandarditzat es va introduir per a l'entrada de S-vídeo amb la presentació dels reproductors de S-VHS, que van ser el primer dispositiu de producció en utilitzar els endolls de 4 pins. No obstant això, els sistemes S-VHS mai van arribar a ser molt populars. Les consoles de videojocs en la dècada de 1990 van començar a oferir sortida de S-video. Amb l'arribada de reproductors de DVD a la dècada de 1990, van començar a aparèixer connexions per a components de vídeo. Això proporciona connexions separades per a la luminància i els senyals de diferència de color. Per tant, el reproductor produeix vídeo de qualitat gairebé RGB. També permet gravar vídeo d'escombrat progressiu de 480 píxels, a causa de la major amplada de banda oferta. La manca de coincidència entre la velocitat de 30 quadres / segon de NTSC per segon i els 24 quadres / segon del cinema és superada per un procés que aprofita la velocitat de camp del senyal NTSC entrellaçat, evitant així l'augment de velocitat de reproducció de pel·lícula utilitzada per als sistemes 576i a 25 fotogrames per segon.

## Sistemes NTSC
NTSC-M
A diferència del sistema PAL, amb els seus molts i variats sistemes de televisió que estan en ús a tot el món, la codificació de color NTSC s'utilitza sempre amb el Sistema de difusió M, donant NTSC-M.
NTSC-J
La variant japonesa del sistema NTSC es coneix amb el nom de NTSC-J i és lleugerament diferent. Al Japó, el nivell negre i el nivell de supressió del senyal són idèntics (tenen el nivell de 0 IRE), mentre que el nivell negre de l'NTSC americà és un pèl més alt que el nivell de supressió (té un nivell de 7,5 IRE). Com que la diferència és molt petita, mitjançant els ajustaments de la brillantor pots gaudir d'aquesta variant d'NTSC, tenint en compte que molts espectadors no necessiten ni ajustar la brillantor. La codificació de canal en NTSC-J canvia una mica de la codificació de NTSC-M. En particular, la banda VHF japonesa va dels canals 1 al 12, que es troben en les freqüències per sobre de la banda de ràdio FM japonesa de 76-90 MHz. En canvi, la banda de VHF de la televisió nord-americana utilitza dels canals 2 al 13 (54-72 MHz, 76-88 MHz i 174-216 MHz) amb 88-108 MHz assignats a la radiodifusió FM. Per tant, canals d'UHF del Japó es numeren des del canal 13 i no de 14 com ho fa la norma americana.
NTSC 4,43
El sistema NTSC 4,43 és un sistema de color utilitzat a Europa que transmet la codificació de NTSC, de 525 línies i 29,97 imatges per segon, a un color de 4,43 MHz. El resultat és només visible en equips de televisió multinorma. Tot i que el sistema NTSC 4,43 no és un format de difusió com ho són l'NTSC-M o l'NTSC-J, aquest format apareixia com a funció addicional en els vídeos de sistema PAL amb el format U-Matic 3/4 "de Sony, després en els Betamax i també en els VHS.
Cal tenir en compte que el cinema nord-americà es va difondre per tot el món en cassets VCR, però no tots els llançaments de cassets eren disponibles en format PAL, era desitjable tenir cassets en format NTSC.
Els monitors de vídeo multinorma eren en formats de vídeo PAL, SECAM i NTSC. L'evolució d'U-Matic, de Betamax i del VHS pels senyals de color va fer que hi hagués una modificació menor dels reproductors de vídeo per adaptar-se als cassets en format NTSC. El procés de color per VHS utilitzava una subportadora de 629 kHz, mentre que U-Matic i Betamax utilitzaven una subportadora 688 kHz per portar un senyal de croma modulat en amplitud per als formats NTSC i PAL. Com que els reproductors de vídeo estaven a punt per reproduir la part de color de la gravació NTSC utilitzant el mode de color PAL, les velocitats de l'escàner PAL s'havien d'ajustar des del valor de 50 Hz de freqüència de camp PAL als 59, 94 Hz de la freqüència de camp de NTSC.

## Sistemes PAL
PAL-B
El sistema PAL original és el PAL-B. Va ser desenvolupat a Alemanya per l'empresa Telefunken sota la direcció de Walter Brusch. Encara que utilitza uns principis idèntics al sistema NTSC, el senyal R-Y és diferent, ja que inverteix la fase 180° entre una línia i la següent. Aquesta inversió, permet detectar els canvis de fase dels vectors de color i permet utilitzar la modulació de la subportadora de color a banda lateral vestigial amb portadora suprimida i amb la mateixa amplada de banda per a cada senyal diferència de color, cosa impossible en format NTSC.
PAL-M
El sistema PAL-M, va ser introduït l'any 1972 al Brasil, i era molt semblant al format que tenia  la norma M que es feia servir als Estats Units d'Amèrica (EIA). El PAL-M i la norma M utilitzaven el mateix ample de banda de difusió, les mateixes taxes de quadres, els mateixos nombres de línies, la mateixa amplada de banda de transmissió i el mateix escombrat horitzontal. El sistema PAL-M sorgeix a Brasil perquè la indústria local volia fabricar tot l'equipament necessari de la zona, ja que abans de l'aparició del sistema PAL-M, a Brasil es transmetia en norma M. Tot i així, els seus objectius van ser fallits i van optar per produir els seus programes amb format NTSC i, mitjançant un transcodificador, transmetre en format PAL-M, ja que importar equips de format PAL-M tenia un cost molt elevat i tenia una baixa escala de producció.
| Sistema de colors             | PAL-M        | NTSC         |
| Banda de transmissió          | UHF/VHF      | UHF/VHF      |
| Taxa de fotograma             | 30 Hz        | 30 Hz        |
| Línies/Camps                  | 525/60       | 525/60       |
| Freqüència vertical           | 60 Hz        | 60/1.001 Hz  |
| Freqüència horitzontal        | 15.750 kHz   | 15.734 kHz   |
| Subportadora de color         | 3.575611 MHz | 3.579545 MHz |
| Amplada de banda de vídeo     | 4.2 MHz      | 4.2 MHz      |
| Freqüència del portador de so | 4.5 MHz      | 4.5 MHz      |
| Amplada de banda del canal    | 6 MHz        | 6 MHz        |

PAL-N
Aquesta format PAL té ús a l'Argentina, al Paraguai i a Uruguai. En aquests països els operadors produeixen els seus programes utilitzant equipament PAL-B i, després, mitjançant un transcodificador, codifiquen el PAL-B a PAL-N, ja que s'obté millor qualitat d'imatge codificant el PAL-B a PAL-N que no fent-ho directament a PAL-N. Aquests transcodificadors van ser dissenyats per Walter Brusch el 1978, i utilitzen un filtre per separar els senyals de luminància i crominància, permetent el màxim aprofitament de la resolució de la llum original de la càmera.
| Sistema | Línies | Període de fotograma | Canal B/N | Visual B/N | Desplaçament de so | Banda lateral vestigial | Mode de visió | Mode de so | Notes |
| ------- | ------ | -------------------- | --------- | ---------- | ------------------ | ----------------------- | ------------- | ---------- | --- |
| M       | 525    | 29.97                | 6         | 4.2        | +4.5               | 0.75                    | Neg.          | FM         | La majoria de les Amèriques i el Carib, Corea del Sud, Taiwan, Filipines (totes NTSC-M) i Brasil (PAL-M). Una velocitat de fotograma més gran dona lloc a una qualitat superior. |
| N       | 625    | 25                   | 6         | 4.2        | +4.5               | 0.75                    | Neg.          | FM         | Argentina, Paraguai, Urugai (tot PAL-N). Un nombre més elevat de línies dona lloc a una major qualitat.                                                                          |

## Inconvenients
El principal inconvenient d'aquest sistema és que durant la desmodulació del senyal de color el PLL, mecanisme que recupera la fase i la freqüència de la subportadora de color és dèbil davant les interferències i produeix canvis de fase. Aquest fet repercuteix directament en el color de la imatge de televisió i canvia el color del senyal original. Degut a aquest fet el sistema NTSC és anomenat irònicament com Never The Same Color, és a dir, mai el mateix color. La solució adoptada va ser incloure un control de tint (Hue), fet que no és necessari en els sistemes PAL i SECAM.
Un altre inconvenient és la baixa resolució vertical del sistema 525 línies si el comparem amb els altres sistemes de televisió, doncs, obtenim pitjor qualitat d'imatge utilitzant el mateix amplada de banda.
A més a més, el sistema NTSC necessita una conversió especial per reproduir formats cinematogràfics, anomenat "pulldown de 3:2", que consisteix a interpolar imatges mitjançant un sistema predicció.

## Compatibilitat sistemes blanc/negre i color
Quan van aparèixer els sistemes de transmissió de senyal de televisió en color el sistema de blanc i negre ja estava molt estès i per tant, era necessari que el sistema de transmissió en color fos compatible amb els receptors existents.
Els sistemes de transmissió B/N es basen en la captació per part de la càmera d'un senyal de luminància. En canvi en els sistemes de transmissió de televisió en color és necessari especificar el color d'un element d'imatge mitjançant la descomposició dels tres colors primaris vermell (R), verd (G) i blau (B).
El sistema escollit per transmetre el senyal va ser la combinació de la luminància (Y), i dos senyals diferència de color R-Y, B-Y. Es van escollir aquests dos senyals diferència perquè aconsegueixen una major protecció davant les interferències i el soroll.
Aquest sistema compleix les condicions bàsiques de compatibilitat entre sistemes:
- Els receptors B/N podien reproduir el senyal emès amb informació de color però en B/N.
- Els receptors en color podien reproduir en B/N el senyal d'estacions que encara emetessin senyals monocromàtics.

Relació experimental que s'adopta per relacionar els components:
Y(R,G,B)=0’229*R+0’587*G+0’114*B
Aquesta relació permet d'obtenir en recepció la conversió directa dels tres components Y, R-Y, B-Y vers els necessaris per a la reproducció R, G, B.
- Obtenció de l'espectre

Aprofitant que el senyal obtingut després de l'exploració entrellaçada és de naturalesa discreta, a causa de la periodificació del senyal en frames i línies, es creen uns buits a l'espectre, on es pot inserir el senyal de color sense interferir la luminància. Per tant, caldrà modular el senyal croma.
A més a més, no s'augmenta l'amplada de banda del senyal a transmetre, ja que s'aprofita un buit de l'espectre. Aquest és un altre aspecte molt important perquè hi hagi compatibilitat entre sistemes.

## Especificacions tècniques
- Relació d'aspecte: 4/3
- Nombre de línies: 525
- Nombre de línies actives: 405
- Freqüència de quadre: 30 Hz
- Freqüència de camp (imatge): 60 Hz (59,94)
- Freqüència de la subportadora de color: 3,579545 MHz
- Freqüència de la portadora del so: 4,5 MHz
- Període de línia: 64 microsegons
- Període de línia activa: 52 microsegons
- Duració del sincronisme horitzontal: 4,7 microsegons
- Duració de l'esborrat de línia: 12 microsegons
- Factor de correcció gamma: 2,8
- Amplada de banda senyal de vídeo: 4,2 MHz
- Amplada de banda dels senyals de crominància(I/Q): 1,5 MHz i 0,5 MHz